# توپالووتسه
توپالووتسه (به صربی: Tupalovce) یک منطقهٔ مسکونی در صربستان است که در لسکواس واقع شده‌است. توپالووتسه ۳۸۰ نفر جمعیت دارد.